# Brinio (hond)

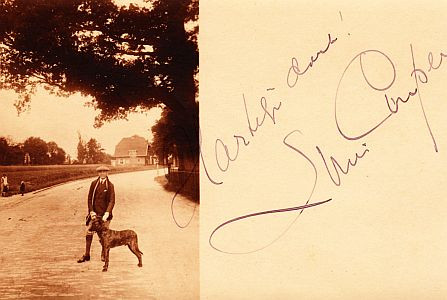
De ansichtkaart uit 1923 draagt hier een opdracht. De schrijver staat met zijn hond Brinio in wandelkostuum voor zijn nieuwe huis in De Steeg

Brinio  was de hond van Louis Couperus. Het dier figureerde tevens in de door Couperus geschreven feuilletons die "Intieme Impressies" werden genoemd. Couperus introduceerde Brinio op 15 april 1923 in een feuilleton in Het Vaderland dat over hemzelf en zijn hond Brinio, maar ook over de sagen van Gelderland ging.
Louis Couperus heeft geschreven dat hij niet van honden maar wél van katten hield. Hij schreef geregeld over zijn poes Imperia. Toch kocht hij niet lang voor zijn dood een hond die de naam Brinio kreeg. Het dier werd in Den Haag aangeschaft toen Couperus al van plan was zich in De Steeg te vestigen. De hond was op dat moment al bijna volwassen, want acht maanden oud. Het dier kwam uit Eindhoven. In het stamboek was de reu als "Hertog" opgenomen. Couperus doopte de hond om in Brinio, een hondenaam die in een boek van Jacob van Lennep voorkomt.
Louis Couperus heeft de hond verworven door bemiddeling van de Haagse boksleraar en kynoloog Piet Toepoel.
Brinio was een Hollandse herder en volgens door Frédéric Bastet aangehaalde vrienden van Couperus "een vals beest". Een oor stond, in strijd met de regels van het stamboek, niet rechtop. Dat vond Couperus wel charmant.
Couperus heeft na de huldiging ter gelegenheid van zijn zestigste verjaardag prentbriefkaarten laten drukken. Met deze kaarten wilde hij de vrienden, zakelijke relaties en bewonderaars die aan het feest op 9 juni 1923 hebben bijgedragen bedanken. Op de op de ansichtkaart afgebeelde foto poseert Louis Couperus in wandelkostuum met pet. Hij houdt Brinio aan de riem.
Couperus kwam op 16 juli 1923 te overlijden. Wat er na zijn plotselinge dood van Brinio is geworden is niet bekend.